# Cleo (album)
Cleo è un album jazz di Georg Wadenius del 1987.

## Tracce
1. Cleo – 4:58
2. Caribbean Stride – 6:13
3. Atlantis – 4:21
4. A Gilly Soose – 3:48
5. Gravity Boots – 7:51
6. The Lady Laughs – 5:26
7. Delusions of Adequacy – 3:51